# 乌海市第一中学

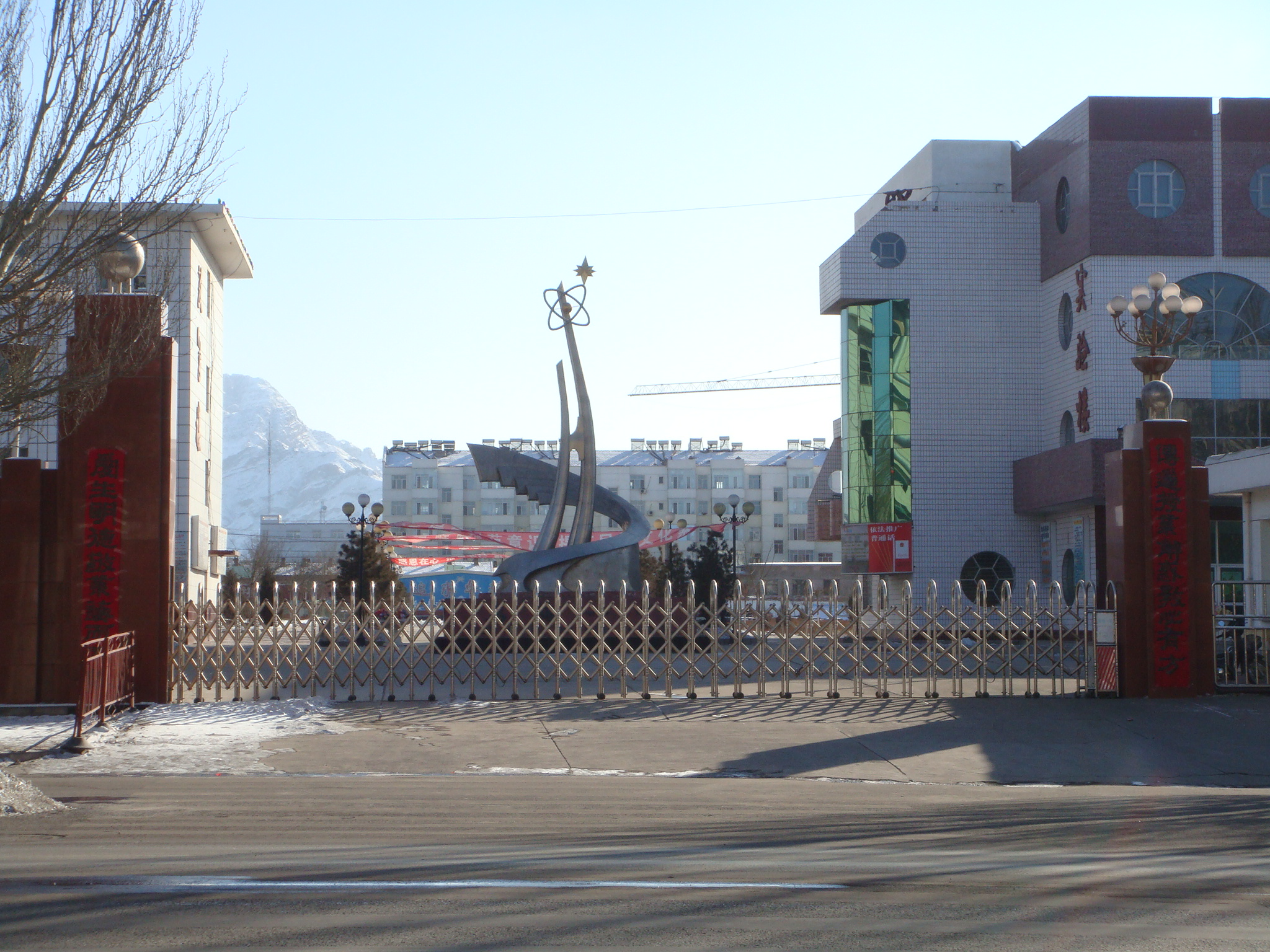
乌海一中

乌海市第一中学，是内蒙古自治区乌海市的一所高级中学，位于乌海市海勃湾区，学校建立于1941年，是内蒙古自治区首批示范性普通高中。
学校占地76,000多平方米，建筑面积26,326 平方米，绿化面积9,485平方米，有50个教学班，教职工200人，在校生3000余人。
39°40′01.65″N 106°49′42.30″E / 39.6671250°N 106.8284167°E